# Mała Arka Noego (box set Jacka Kaczmarskiego)
Mała Arka Noego – ośmiopłytowy zestaw z piosenkami Jacka Kaczmarskiego wydany w 2007 roku przez Pomaton EMI. Jest kontynuacją wcześniejszych zestawów podsumowujących dorobek muzyczny Kaczmarskiego takich jak 22-płytowy Syn marnotrawny oraz siedmiopłytowy Suplement.
Box set zawiera niepublikowane wcześniej programy (Zbroja i Przejście Polaków przez Morze Czerwone), które nie zostały zarejestrowane profesjonalnie, program Między nami w wersji klasycznej (na głos i gitarę) oraz pięć płyt zawierających materiały z archiwum Radia Wolna Europa prezentujące wybór zachowanych wydań Kwadransów Jacka Kaczmarskiego, gdzie nadawane były piosenki wraz z rozbudowanym, autorskim komentarzem.
Redaktorami wydania byli Iwona Grabska i Krzysztof Nowak.

## Zawartość zestawu
- CD 1 – Zbroja (60:54)
- CD 2 – Przejście Polaków przez Morze Czerwone (51:59)
- CD 3 – Między nami (live) (46:21)
- CD 4 – Kwadranse Jacka Kaczmarskiego I (73:40)
- CD 5 – Kwadranse Jacka Kaczmarskiego II (68:16)
- CD 6 – Kwadranse Jacka Kaczmarskiego III (68:55)
- CD 7 – Kwadranse Jacka Kaczmarskiego IV (73:45)
- CD 8 – Archiwum Radia Wolna Europa – dodatki (74:58)

## Zbroja[2]
Zbroja, program prezentowany przez Jacka Kaczmarskiego w latach 1982–1983, nie została nigdy zarejestrowana w studiu. Po studyjnych Murach i Krzyku, następne sesje nagraniowe Jacka, czyli już emigracyjne, poświęcone były materiałowi przekrojowemu, zawierającemu najważniejsze utwory z różnych programów, a nie zaprezentowaniu tylko najnowszych piosenek. Tym niemniej Zbroja funkcjonowała w świadomości słuchaczy, gdyż na mniejszych, kameralnych, często domowych koncertach była przez Kaczmarskiego wykonywana i komentowana. Prezentowane w Małej Arce Noego wykonanie jest wersją koncertową, a właściwie złożeniem dwóch koncertów – najlepszym artystycznie z zachowanych wykonań.
Nagranie zarejestrowano podczas koncertów w Londynie i Paryżu w 1982 roku.
Wykonawcy:
- Jacek Kaczmarski – gitara, śpiew
- Natasza Czarmińska – śpiew (12)

Słowa:
- Jacek Kaczmarski (1-14, 16-19)
- sł. tradycyjne, tłum. J. Kaczmarski (15)
- Włodzimierz Wysocki (20)

Muzyka:
- Jacek Kaczmarski (1-11, 13, 16-19)
- Przemysław Gintrowski (12),
- Zbigniew Łapiński (14)
- muz. tradycyjna (15)
- Włodzimierz Wysocki (20)

Lista utworów:
1. „Zbroja” (04:12)
2. „Przyjaciele” (01:31)
3. „Prośba” (02:48)
4. „Koncert fortepianowy” (02:17)
5. „Marsz intelektualistów” (02:16)
6. „Kołysanka” (03:29)
7. „Młody las” (02:46)
8. „Linoskoczek” (01:20)
9. „Listy” (03:13)
10. „Świadectwo” (01:33)
11. „Artyści” (02:37)
12. „Wykopaliska” (02:11)
13. „Epitafium dla Brunona Jasieńskiego” (04:29)
14. „Wigilia na Syberii” (05:00)
15. „Czarne suchary” (02:40)
16. „Przybycie tytanów” (02:27)
17. „Obława” (02:34)
18. „Wędrówka z cieniem” (01:34)
19. „Epitafium dla Włodzimierza Wysockiego” (08:36)
20. „Sen” (03:25)

## Przejście Polaków przez Morze Czerwone[3]
Kolejny program, napisany w 1983 roku, wykonywany przez Jacka Kaczmarskiego na koncertach do około połowy 1984 roku, ale – tak jak poprzedni – nigdy studyjnie. Kilkukrotnie nagrany został w zaimprowizowanym domowym „studio” – na potrzeby wydawnictw drugoobiegowych. Tak samo jak w przypadku Zbroi, większość piosenek jest słuchaczom znana – czy to z kaset podziemnych, czy z audycji RWE, a najmłodszym słuchaczom dopiero z wydawnictwa Suplement, na którym zostały zebrane wszystkie piosenki Kaczmarskiego nie wydane oficjalne. Przejście Polaków przez Morze Czerwone jest stosunkowo krótkim programem (utwory 1-12). Ciąg dalszy płyty to wybrane przez Jacka Kaczmarskiego utworzy spoza programu, stanowiące uzupełnienie części pierwszej.
Nagranie zrealizowane w Paryżu w 1983 roku.
Słowa i muzyka: Jacek Kaczmarski
Lista utworów:
1. „Przejście Polaków przez Morze Czerwone” (03:12)
2. „Wróżba” (02:18)
3. „Powódź” (01:53)
4. „Górnicy” (01:45)
5. „Quasimodo” (01:58)
6. „Ostatnia mapa Polski” (01:19)
7. „Trolle” (03:26)
8. „Nasza klasa” (02:08)
9. „Młodych Niemców sen” (01:00)
10. „Obława” (02:46)
11. „Obława II” (02:16)
12. „Obława III” (02:13)
13. „Ballada feudalna” (02:57)
14. „Pamiętnik znaleziony w starych nutach” (01:34)
15. „Nawiedzona, wiek XX” (01:49)
16. „Latarnie” (01:53)
17. „Ballada o ubocznych skutkach alkoholizmu” (02:49)
18. „Poczekalnia” (03:00)
19. „Starzy ludzie w autobusie” (02:16)
20. „Przybycie tytanów” (02:23)
21. „Linoskoczek” (01:17)
22. „Wędrówka z cieniem” (01:43)
23. „Spotkanie w porcie” (02:21)
24. „Krzyk” (01:45)

## Między nami (live)[4]
Koncert prezentowany na tej płycie to program Między nami w wersji klasycznej (na głos i gitarę). Klasyczna gitarowa aranżacja stanowi jednak nową jakość.
Nagranie zrealizowano podczas koncertu w Poznaniu 22 czerwca 1998 roku.
Słowa i muzyka: Jacek Kaczmarski
Lista utworów:
1. „Motywacja” (02:27)
2. „Lament Tytana” (02:33)
3. „O krok…” (01:56)
4. „Przyczynek do legendy o świętym Jerzym” (02:20)
5. „Źródło wszelkiego zła” (02:55)
6. „Postmodernizm” (01:57)
7. „Pytania retoryczne” (02:52)
8. „Wyschnięte strumienie” (01:51)
9. „Weterani” (02:24)
10. „Pożegnanie Okudżawy” (04:09)
11. „Zegar” (02:04)
12. „Pochwała człowieka” (02:42)
13. „Autoportret z psem” (02:03)
14. „Dęby” (02:05)
15. „Rytmy” (02:45)
16. „Między nami” (04:10)
17. „Przechadzka z Orfeuszem” (04:40)

## Kwadranse Jacka Kaczmarskiego I[5]
Ostatnie 5 płyt w Małej Arce Noego stanowią nagrania audycji radiowych prowadzonych przez Jacka Kaczmarskiego w Radio Wolna Europa. Kaczmarski jako dziennikarz w latach 1984–1994, prowadził programy informacyjne, ale przede wszystkim – autorską audycję Kwadrans Jacka Kaczmarskiego. Przez długi czas była to jedyna, oprócz drugoobiegowych kaset, trybuna Jacka dostępna słuchaczom w Polsce. Formuła audycji pozostawała stała: Kaczmarski wybierał kilka piosenek według klucza koncepcyjnego wyjaśnianego we wstępie. Większość zamieszczonych Kwadransów pochodzi z lat 1988–1989, ponieważ taśmy na których były nagrane z wcześniejszych lat zostały ponownie wykorzystane, dlatego nie zachowały się. Kilka utworów z tzw. sesji w Berkeley zostało nagranych wraz z synem Czesława Miłosza, Antonim, podczas pobytu Jacka Kaczmarskiego w domu noblisty w USA w roku 1984.
Wykonawcy:
- Jacek Kaczmarski – śpiew, gitara;
- Antoni Miłosz – instrumenty elektroniczne (1-3)

Słowa: Jacek Kaczmarski
Muzyka:
- Jacek Kaczmarski (2-9, 11-21)
- Zbigniew Łapiński (1, 10)

Lista utworów:
| Lp.             | Tytuł                                         | Długość |
| --------------- | --------------------------------------------- | ------- |
| 1 maja 1988     |                                               |         |
| 1.              | „Karmaniola”                                  | 04:17   |
| 2.              | „Powódź”                                      | 02:40   |
| 3.              | „Górnicy”                                     | 02:22   |
| 4.              | „Wizyta w PRL na zaproszenie rzecznika rządu” | 03:27   |
| 12 czerwca 1988 |                                               |         |
| 5.              | „Przyjaciele”                                 | 02:10   |
| 6.              | „Linoskoczek”                                 | 01:59   |
| 7.              | „Kołysanka”                                   | 03:52   |
| 8.              | „Zbroja”                                      | 04:23   |
| 19 czerwca 1988 |                                               |         |
| 9.              | „Misja”                                       | 03:27   |
| 10.             | „Karmaniola”                                  | 02:27   |
| 11.             | „Egzamin”                                     | 02:47   |
| 12.             | „Przysięga”                                   | 01:15   |
| 13.             | „Litania”                                     | 02:33   |
| 3 lipca 1988    |                                               |         |
| 14.             | „Linoskoczek”                                 | 03:16   |
| 15.             | „Epitafium dla Włodzimierza Wysockiego”       | 09:32   |
| 10 lipca 1988   |                                               |         |
| 16.             | „Artyści”                                     | 03:37   |
| 17.             | „Listy”                                       | 04:04   |
| 18.             | „Epitafium dla Brunona Jasieńskiego”          | 04:52   |
| 24 lipca 1988   |                                               |         |
| 19.             | „Ze sceny”                                    | 03:03   |
| 20.             | „Sęp”                                         | 04:14   |
| 21.             | „Rublow”                                      | 05:42   |

## Kwadranse Jacka Kaczmarskiego II[6]
Wykonawcy:
- Jacek Kaczmarski – śpiew, gitara;
- Zbigniew Łapiński – fortepian (9, 10)

Słowa: Jacek Kaczmarski
Muzyka:
- Jacek Kaczmarski (2-6, 8, 11-14, 17, 19)
- Zbigniew Łapiński (1, 9, 10)
- Przemysław Gintrowski (7)
- Jan Krzysztof Kelus (15)
- Lluís Llach y Grande (16)
- S. Tabisz (18)
- muz. tradycyjna (20)

Lista utworów:
| Lp.              | Tytuł                                              | Długość |
| ---------------- | -------------------------------------------------- | ------- |
| 31 lipca 1988    |                                                    |         |
| 1.               | „Dylemat”                                          | 04:58   |
| 2.               | „Barykada”                                         | 03:41   |
| 3.               | „Czołg”                                            | 02:20   |
| 4.               | „Mury '87 (Podwórko)”                              | 03:08   |
| 7 sierpnia 1988  |                                                    |         |
| 5.               | „Młody las”                                        | 03:51   |
| 6.               | „Stworzenie świata”                                | 03:25   |
| 7.               | „Hymn”                                             | 02:17   |
| 8.               | „Źródło”                                           | 04:13   |
| 21 sierpnia 1988 |                                                    |         |
| 9.               | „Pustynia ’80”                                     | 03:02   |
| 10.              | „Meldunek”                                         | 03:03   |
| 11.              | „Aleksander Wat”                                   | 03:48   |
| 12.              | „Rublow”                                           | 05:27   |
| 28 sierpnia 1988 |                                                    |         |
| 13.              | „List do redakcji „Prawdy” z 13 grudnia 1981 roku” | 02:50   |
| 14.              | „Lament zomowca”                                   | 03:16   |
| 15.              | „Powrót sentymentalnej panny S.”                   | 03:34   |
| 16.              | „Mury”                                             | 05:05   |
| 11 września 1988 |                                                    |         |
| 17.              | „Tradycja”                                         | 03:13   |
| 18.              | „Bajka”                                            | 03:36   |
| 19.              | „Zaproszenie do piekła”                            | 01:43   |
| 20.              | „Rozbite oddziały”                                 | 03:07   |

## Kwadranse Jacka Kaczmarskiego III[7]
Słowa: Jacek Kaczmarski
Muzyka:
- Jacek Kaczmarski (1-4, 6, 7, 9, 11, 13-17, 19)
- Przemysław Gintrowski (5);
- Zbigniew Łapiński (8, 10, 12, 18)

Lista utworów:
| Lp.              | Tytuł                   | Długość |
| ---------------- | ----------------------- | ------- |
| 6 listopada 1988 |                         |         |
| 1.               | „Pielgrzymka”           | 04:19   |
| 2.               | „Bajka o Polsce”        | 02:16   |
| 3.               | „M/S „Maria Konopnicka” | 01:50   |
| 4.               | „Elektrokardiogram”     | 02:15   |
| 5.               | „Arka Noego”            | 03:10   |
| 11 grudnia 1988  |                         |         |
| 6.               | „Ararat”                | 03:04   |
| 7.               | „Powódź”                | 02:08   |
| 8.               | „Targ”                  | 01:54   |
| 9.               | „Strącanie aniołów”     | 02:16   |
| 10.              | „Dzieci Hioba”          | 03:35   |
| 25 grudnia 1988  |                         |         |
| 11.              | „Zesłanie studentów”    | 04:25   |
| 12.              | „Wigilia na Syberii”    | 05:34   |
| 13.              | „Rublow”                | 05:46   |
| 14.              | „Stalker”               | 04:01   |
| 15.              | „Ofiara”                | 05:20   |
| 16.              | „Konfesjonał”           | 03:54   |
| 12 lutego 1989   |                         |         |
| 17.              | „Głupi Jasio”           | 05:44   |
| 18.              | „Powrót z Syberii”      | 03:42   |
| 19.              | „Kazimierz Wierzyński”  | 03:46   |

## Kwadranse Jacka Kaczmarskiego IV[8]
Słowa: Jacek Kaczmarski
Muzyka:
- Jacek Kaczmarski (1-6, 8-17, 20-22, 24)
- Przemysław Gintrowski (7, 18, 19, 23)

Lista utworów:
| Lp.                  | Tytuł                                        | Długość |
| -------------------- | -------------------------------------------- | ------- |
| 26 lutego 1989       |                                              |         |
| 1.                   | „Rycerze Okrągłego Stołu”                    | 07:15   |
| 2.                   | „Kiedy”                                      | 02:32   |
| 3.                   | „Lirnik i tłum”                              | 02:49   |
| 9 kwietnia 1989      |                                              |         |
| 4.                   | „Pompeja”                                    | 05:01   |
| 5.                   | „Powódź”                                     | 02:12   |
| 6.                   | „Panna”                                      | 03:39   |
| 7.                   | „Wykopaliska”                                | 02:19   |
| 23 kwietnia 1989     |                                              |         |
| 8.                   | „Marsz intelektualistów”                     | 04:23   |
| 9.                   | „Ballada o spotkaniu”                        | 02:07   |
| 10.                  | „Rejtan, czyli raport ambasadora”            | 03:21   |
| 11.                  | „Kasandra”                                   | 02:33   |
| 21 maja 1989         |                                              |         |
| 12.                  | „Upadek imperium”                            | 03:39   |
| 13.                  | „Posągi”                                     | 01:59   |
| 14.                  | „Pejzaż z trzema krzyżami”                   | 02:57   |
| 15.                  | „Kara Barabasza”                             | 03:12   |
| 21 października 1990 |                                              |         |
| 16.                  | „Mistrz Hieronimus van Aeken, zwany Boschem” | 04:17   |
| 17.                  | „Ślepcy”                                     | 02:25   |
| 18.                  | „Hymn”                                       | 02:20   |
| 19.                  | „Walka Jakuba z aniołem”                     | 03:02   |
| 28 października 1990 |                                              |         |
| 20.                  | „Odnosimy się…”                              | 02:31   |
| 21.                  | „Ostatnia mapa Polski”                       | 02:11   |
| 22.                  | „Zaproszenie do piekła”                      | 01:49   |
| 23.                  | „Osły i ludzie”                              | 02:38   |
| 24.                  | „Przybycie tytanów”                          | 02:54   |

## Archiwum Radia Wolna Europa – dodatki[9]
Wykonawcy:
- Jacek Kaczmarski – śpiew, gitara (1-8, 10, 12-19);
- Antoni Miłosz – instrumenty elektroniczne (2, 3);
- Karel Kryl – śpiew, gitara (9);
- Przemysław Gintrowski – śpiew, gitara, instrumenty elektroniczne (11);
- Zbigniew Łapiński – fortepian (11)

Słowa:
- Jacek Kaczmarski (1-3, 5-8, 10-19)
- sł. tradycyjne (4)
- Karel Kryl (9)

Muzyka:
- Jacek Kaczmarski (1-3, 5-8, 10, 12-19)
- muz. tradycyjna (4)
- Karel Kryl (9)
- Zbigniew Łapiński (11)

Lista utworów:
| Lp.                                                                  | Tytuł                                           | Długość |
| -------------------------------------------------------------------- | ----------------------------------------------- | ------- |
| 1.                                                                   | „Oblężenie”                                     | 01:26   |
| 2.                                                                   | „Przejście Polaków przez Morze Czerwone”        | 04:16   |
| 3.                                                                   | „Egzamin”                                       | 02:51   |
| Świąteczny koncert życzeń – 25 grudnia 1983                          |                                                 |         |
| 4.                                                                   | „Weselmy się…”                                  | 02:02   |
| 5.                                                                   | „Koncert fortepianowy”                          | 04:23   |
| 6.                                                                   | „Marsz intelektualistów”                        | 03:58   |
| 7.                                                                   | „Rejtan, czyli raport ambasadora”               | 03:57   |
| 8.                                                                   | „Ballada o ubocznych skutkach alkoholizmu”      | 04:42   |
| 9.                                                                   | „Lasko” (Karel Kryl)                            | 03:27   |
| 10.                                                                  | „Ballada pozytywna”                             | 03:51   |
| 11.                                                                  | „Wigilia na Syberii”                            | 06:16   |
| 12.                                                                  | „Źródło”                                        | 05:44   |
| Kwadrans Jacka Kaczmarskiego – 19 czerwca 1988                       |                                                 |         |
| 13.                                                                  | „Krzyż i pies”                                  | 01:58   |
| 14.                                                                  | „Baran”                                         | 02:45   |
| 15.                                                                  | „Przypowieść prawdziwa o szaliku”               | 02:36   |
| 16.                                                                  | „Rublow”                                        | 02:45   |
| Fragment Kwadransu Jacka Kaczmarskiego – 12 marca 1989               |                                                 |         |
| 17.                                                                  | „Światło”                                       | 03:22   |
| Fragment audycji Jacka Kaczmarskiego pt. „Sarmatia” – 21 lutego 1993 |                                                 |         |
| 18.                                                                  | „Kniazia Jaremy nawrócenie”                     | 03:53   |
| 19.                                                                  | „Z XVI-wiecznym portretem trumiennym – rozmowa” | 05:44   |

## Wydania[1]
- 2007 – Pomaton EMI (nr kat. 3947012)
- 2007 – Box set włączony do Arki Noego – zestawu 37 płyt wydanego przez Pomaton EMI